# Raquel Rodriguez (wrestlerka)
Victoria González (ur. 12 stycznia 1991, w La Feria, Teksas) – amerykańska, profesjonalna wrestlerka pochodzenia meksykańskiego. Obecnie związana jest kontraktem z federacją WWE, występując w brandzie SmackDown pod pseudonimem ringowym Raquel Rodriguez. 
González jest zawodniczką drugiego pokolenia, ponieważ jej ojcem jest Ricky González, również wrestler. Podczas swojej kariery, w WWE została drugą kobietą, która posiadała zarówno NXT Women's Tag Team Championship oraz NXT Women's Championship, zaraz po Ember Moon oraz pierwszą, która zdołała wygrać oba mistrzostwa kobiet tag team w federacji, zdobywając WWE Women’s Tag Team Championship w sierpniu 2022. Wraz z Dakotą Kai, Raquel jest również pierwszą zwyciężczynią kobiecego turnieju Dusty Rhodes Tag Team Classic, zorganizowanego dla zawodniczek brandu NXT, w 2021 roku. 

## Kariera profesjonalnej wrestlerki

### WWE (2016-2018; od 2020)

#### Mae Young Classic (2016–2018)
25 października 2016 González podpisała kontrakt z WWE, zostając przypisana do placówki szkoleniowej WWE Performance Center. 20 stycznia 2017 pod swoim prawdziwym imieniem wzięła udział w battle royal, którego nie zdołała wygrać. 3 maja miała swój pierwszy występ w telewizji, podczas odcinka NXT, w kolejnym battle royal tym razem o miano pretendenckie do mistrzostwa kobiet NXT, gdzie odniosła kolejną porażkę. 
W sierpniu, pod pseudonimem Reina González, brała udział w kobiecym turnieju Mae Young Classic, gdzie została wyeliminowana w pierwszej rundzie przez Nicole Savoy. Niecały rok później została przedstawiona jako zawodniczka drugiej edycji tego turnieju, ponownie zostając wyeliminowana w pierwszej rundzie przez  Kacy Catanzaro.

#### NXT Women's Champion (2020–2021)
16 lutego 2020  González pojawiła się po raz pierwszy od jej występu w drugiej edycji Mae Young Classic, pomagając Dakocie Kai wygrać mecz z Tegan Nox na gali NXT TakeOver: Portland. Przez następne tygodnie Raquel służyła jako ochroniarz Kai, pomagając jej wygrywać walki. Podczas jej pierwszej walki na gali pay-per-view NXT TakeOver: In Your House, 7 czerwca 2020, drużyna składająca się z González, Kai i Candice LeRae poniosła porażkę, w walce z drużyną Mii Yim, Nox i Shotzi Blackheart.
Po powrocie z krótkiej przerwy, 19 sierpnia 2020 Raquel pomogła Kai w ataku na mistrzynię kobiet NXT Io Shirai, po czym na NXT TakeOver: XXX Kai przegrała z Shirai o mistrzostwo, podczas gdy González rozpoczęła rywalizację z Rheą Ripley. Na NXT: Halloween Havoc Raquel została pokonana przez Ripley. González sprzymierzyła się z Kai, Candice LeRae oraz Toni Storm, aby wygrać WarGames match przeciwko Blackheart, Ember Moon, mistrzyni kobiet NXT Io Shirai i Ripley. 6 stycznia 2021, na NXT: New Year's Evil Raquel pokonała Rheę Ripley, w meczu promowanym jako Last Woman Standing, kończąc rywalizację. 
Na przełomie stycznia Dakota Kai i González wzięły udział w pierwszym kobiecym turnieju Dusty Rhodes Tag Team Classic, docierając do finałów, gdzie 14 lutego 2021 pokonały Ember Moon i Shotzi Blackheart, aby przejść do historii jako pierwsze zwyciężczynie. Zwyciężając, otrzymały mecz o WWE Women's Tag Team Championship, z mistrzyniami Nią Jax i Shayną Baszler. 3 marca 2021 Jax i Baszler nieczysto pokonały Kai i González, aby obronić tytuły. Tydzień później generalny menedżer NXT,  William Regal ustanowił nowe mistrzostwa NXT Tag Team Women's, przyznając je dla Raquel i Dakoty. Chwilę później nowe mistrzynie przyjęły wyzwanie od Ember Moon i Shotzi Blackheart o mistrzostwa, gdzie Moon i Blackheart odebrały im tytuły. 
Tego samego dnia mistrzyni kobiet NXT Io Shirai wyzwała ją na pojedynek o mistrzostwo na gali NXT TakeOver: Stand & Deliver. Na gali González pokonała Shirai, zdobywając mistrzostwo kobiet NXT po raz pierwszy w karierze. Dzięki zwycięstwu została drugą w historii kobietą, która posiadała mistrzostwa kobiet NXT oraz mistrzostwa kobiet NXT Tag Team. Następnie nowa mistrzyni wdała się w krótką rywalizację przeciwko Mercedes Martinez. 11 maja Martinez rzuciła jej wyzwanie o mistrzostwo, gdzie mistrzyni wyszła zwycięsko. 
25 maja połączyła siły ze swoją przyjaciółką Dakotą Kai, przegrywając mecz drużynowy przeciwko Ember Moon i Shotzi Blackheart. Po walce Raquel brutalnie zaatakowała Shotzi i jak się później okazało, kontuzjowała ją. Doprowadziło to do walki o NXT Women's Championship przeciwko Moon na gali NXT TakeOver: In Your House, gdzie González odniosła zwycięstwo. 27 lipca na NXT Kai zaatakowała González, zrywając przyjaźń. Ich spór został rozwiązany na NXT TakeOver 36, gdzie Kai uległa swojej byłej przyjaciółce w pojedynku z mistrzostwem na szali. Po 202 dniach panowania utraciła mistrzostwo na rzecz Mandy Rose, przez interwencje powracającej Dakoty Kai, 26 października na NXT: Halloween Havoc. Nie udało jej się go odzyskać w rewanżu, który był Triple Threat matchem z udziałem Cory Jade, która została przypięta przez Rose, na NXT New Year's Evil, 4 stycznia 2022.   

#### Ponowny sojusz z Dakotą Kai (2022)
W lutym sprzymierzyła się z Corą Jade, swoją dawną rywalką. Razem uczestniczyły w drugim turnieju Dusty Rhodes Tag Team Classic dla kobiet, jednak zostały wyeliminowane w półfinałach. 29 marca na NXT pomogła ona odeprzeć atak ze strony Toxic Attraction (Mandy Rose, Jacy Jayne i Gigi Dolin) na Wendy Choo i Dakotę Kai, ponownie sprzymierzając się z Kai. Na NXT Stand & Deliver González i Kai pokonały Jayne i Dolin, wyrywając NXT Women’s Tag Team Championship rekordowo po raz drugi. Wszystko jednak sprowadziło się do rewanżu trzy dni później, na następnym odcinku NXT, gdzie Toxic Attraction, za sprawą ingerencji Mandy Rose, odzyskały tytuły. 

#### SmackDown (od 2022)
8 kwietnia na SmackDown González pojawiła się podczas wywiadu za kulisami, przybierając pseudonim Raquel Rodriguez. 29 kwietnia, w swoim debiutanckim meczu dla brandu pokonała lokalną zapaśniczkę, Cat Cardozę. 13 maja przyjęła otwarte wyzwanie od mistrzyni Rondy Rousey z jej WWE SmackDown Women’s Championship na szali, ponosząc porażkę. W następnym miesiącu na Money in the Bank była częścią Money in the Bank ladder matchu, którego zwyciężczyni miałaby szansę na walkę o dowolne mistrzostwo kobiet w wyznaczonym przez nią miejscu i czasie. Starcie zwyciężyła Liv Morgan. 

##### WWE Women’s Tag Team Champion (od 2022)
W sierpniu przystąpiła do turnieju, mającego na celu wyłonienie nowych posiadaczek WWE Women’s Tag Team Championship. Połączyła w nim siły z Aliyah i wraz z nią zdołały zwyciężyć Shotzi i Xię Li w ćwierćfinałach, pokonać Natalyę i Sonyę Deville w półfinałach, kwalifikując się do finałów, które miały miejsce na odcinku Raw z 29 sierpnia. Tam duet zatriumfował nad Dakotą Kai i Iyo Sky, dając im pierwsze mistrzowskie panowanie jako mistrzynie kobiet tag team WWE. Uczyniło to Rodriguez pierwszą osobą, która kiedykolwiek trzymała NXT Women’s Tag Team Championship oraz mistrzostwa kobiet tag team głównego składu. Dwa tygodnie utraciły tytuły w starciu rewanżowym. 

## Mistrzostwa i osiągnięcia
- Pro Wrestling Illustrated
  - PWI sklasyfikowało ją na miejscu 10. wśród 150 najlepszych zawodniczek roku 2021[40]

- WWE
  - WWE Women’s Tag Team Championship (3 razy)[41] – z Aliyah (1) i Liv Morgan (2)
  - Zwyciężczyni turnieju o zwakowane WWE Women’s Tag Team Championship (2022) – z Aliyah
  - NXT Women’s Championship (1 raz)[42]
  - NXT Women’s Tag Team Championship (2 razy, inauguracyjna)[43] – z Dakotą Kai
  - Zwyciężczyni Dusty Rhodes Tag Team Classic (2021) – z Dakotą Kai